# Gynofobia
Gynofobia, gynefobia, ginefobia (gr. gynē 'kobieta') – lęk przed kobietami. W przeszłości na określenie tej fobii stosowano łaciński termin horror feminae. 